# Pałac w Piotrowicach (powiat jaworski)
Pałac w Piotrowicach – zabytkowy pałac wybudowany w pierwszej połowie XVIII w. w Piotrowicach – wsi w Polsce, w województwie dolnośląskim, w powiecie jaworskim, w gminie Męcinka.

## Historia
Obiekt jest częścią zespołu pałacowego, w skład którego wchodzi jeszcze park.